# Bonvillard
Pour les articles ayant des titres homophones, voir Bonvillars et Bonvillard (Orelle).
Bonvillard est une commune française située dans le département de la Savoie, en région Auvergne-Rhône-Alpes.

## Géographie

### Climat
Pour des articles plus généraux, voir Climat d'Auvergne-Rhône-Alpes et Climat de la Savoie.
En 2010, le climat de la commune est de type climat de montagne, selon une étude du Centre national de la recherche scientifique s'appuyant sur une série de données couvrant la période 1971-2000. En 2020, Météo-France publie une typologie des climats de la France métropolitaine dans laquelle la commune est exposée à un climat de montagne ou de marges de montagne et est dans la région climatique Alpes du nord, caractérisée par une pluviométrie annuelle de 1 200 à 1 500 mm, irrégulièrement répartie en été.
Pour la période 1971-2000, la température annuelle moyenne est de 9,4 °C, avec une amplitude thermique annuelle de 16,9 °C. Le cumul annuel moyen de précipitations est de 1 299 mm, avec 9,8 jours de précipitations en janvier et 9,1 jours en juillet. Pour la période 1991-2020, la température moyenne annuelle observée sur la station météorologique de Météo-France la plus proche, « Gilly sur Isère », sur la commune de Gilly-sur-Isère à 9 km à vol d'oiseau, est de 11,4 °C et le cumul annuel moyen de précipitations est de 1 353,7 mm,. Pour l'avenir, les paramètres climatiques de la commune estimés pour 2050 selon différents scénarios d'émission de gaz à effet de serre sont consultables sur un site dédié publié par Météo-France en novembre 2022.

## Urbanisme

### Typologie
Au 1er janvier 2024, Bonvillard est catégorisée commune rurale à habitat dispersé, selon la nouvelle grille communale de densité à sept niveaux définie par l'Insee en 2022.
Elle est située hors unité urbaine. Par ailleurs la commune fait partie de l'aire d'attraction d'Albertville, dont elle est une commune de la couronne,. Cette aire, qui regroupe 30 communes, est catégorisée dans les aires de 50 000 à moins de 200 000 habitants,.

### Occupation des sols
L'occupation des sols de la commune, telle qu'elle ressort de la base de données européenne d’occupation biophysique des sols Corine Land Cover (CLC), est marquée par l'importance des forêts et milieux semi-naturels (91,3 % en 2018), une proportion sensiblement équivalente à celle de 1990 (91,4 %). La répartition détaillée en 2018 est la suivante : 
forêts (78,1 %), milieux à végétation arbustive et/ou herbacée (7,7 %), espaces ouverts, sans ou avec peu de végétation (5,4 %), zones agricoles hétérogènes (4,2 %), prairies (2,9 %), zones urbanisées (1,6 %).
L'IGN met par ailleurs à disposition un outil en ligne permettant de comparer l’évolution dans le temps de l’occupation des sols de la commune (ou de territoires à des échelles différentes). Plusieurs époques sont accessibles sous forme de cartes ou photos aériennes : la carte de Cassini (XVIIIe siècle), la carte d'état-major (1820-1866) et la période actuelle (1950 à aujourd'hui).

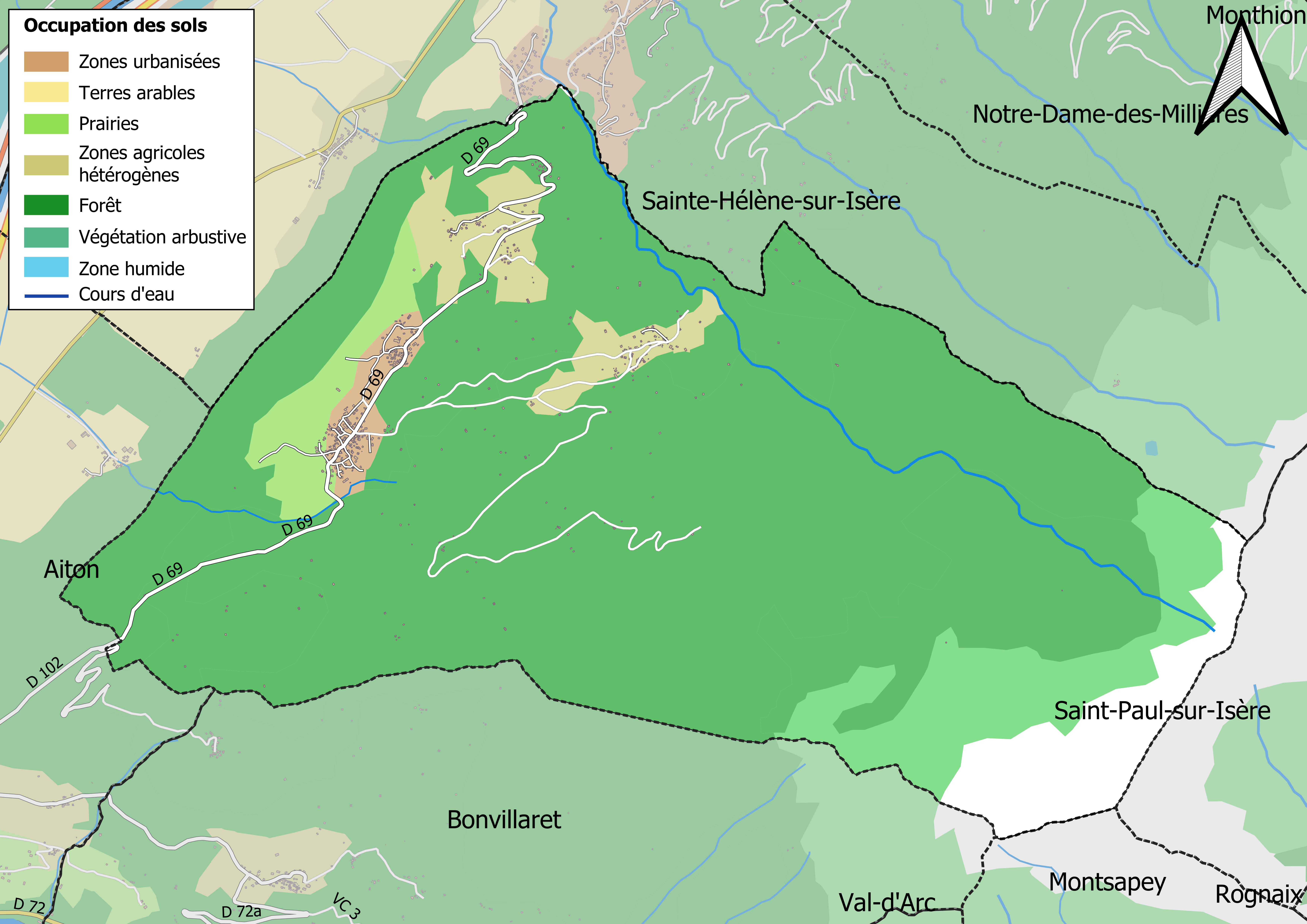
Carte des infrastructures et de l'occupation des sols en 2018 (CLC) de la commune.
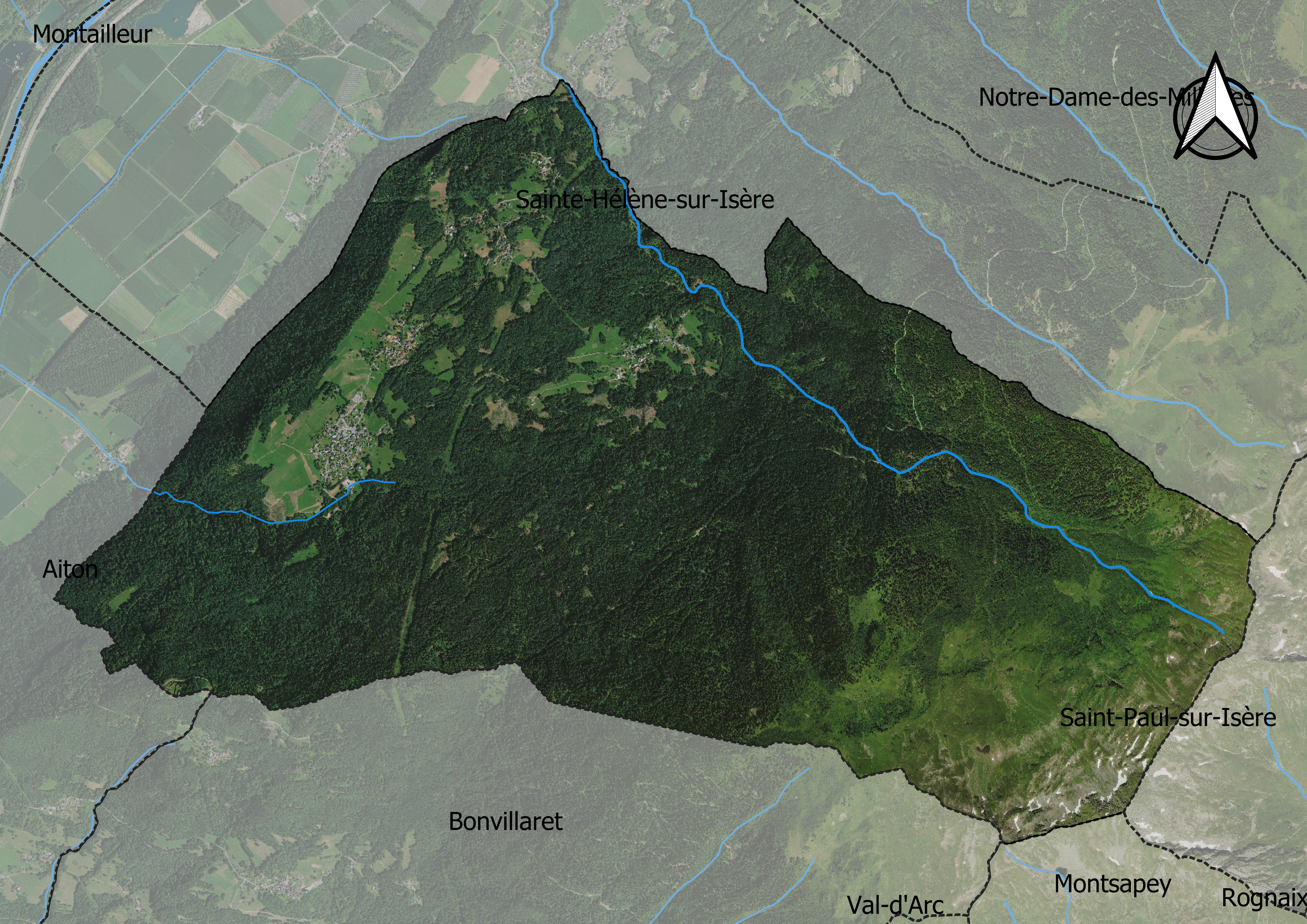
Carte orthophotogrammétrique de la commune.

## Toponymie
En francoprovençal, le nom de la commune s'écrit Bonvlâr, selon la graphie de Conflans.

## Histoire
Les seigneurs de Bonvillard : 
- Maison de Miolans, v. 1200 à avant 1350 ;
- Famille de Chevron Villette, de 1350 à 1634 ;
- Famille de Bertrand, de 1673 à 1801.

## Politique et administration
| Période                                  | Période                  | Identité            | Étiquette     | Qualité |
| ---------------------------------------- | ------------------------ | ------------------- | ------------- | ------- |
| Les données manquantes sont à compléter. |                          |                     |               |         |
| juin 1995                                | mars 2008                | Daniel Fusier       | Apparenté PCF |         |
| mars 2008                                | 2014                     | Gilbert Franquet    |               |         |
| mars 2014                                | En cours (au avril 2014) | Jean-Claude Hugonin |               |         |

## Démographie
L'évolution du nombre d'habitants est connue à travers les recensements de la population effectués dans la commune depuis 1793. Pour les communes de moins de 10 000 habitants, une enquête de recensement portant sur toute la population est réalisée tous les cinq ans, les populations de référence des années intermédiaires étant quant à elles estimées par interpolation ou extrapolation. Pour la commune, le premier recensement exhaustif entrant dans le cadre du nouveau dispositif a été réalisé en 2005.

En 2022, la commune comptait 352 habitants, en évolution de −1,4 % par rapport à 2016 (Savoie : +3,63 %, France hors Mayotte : +2,11 %).
| 1793 | 1800 | 1806 | 1822 | 1838 | 1848 | 1858 | 1861 | 1866 |
| ---- | ---- | ---- | ---- | ---- | ---- | ---- | ---- | ---- |
| 750  | 660  | 756  | 809  | 871  | 891  | 838  | 780  | 769  |

| 1872 | 1876 | 1881 | 1886 | 1891 | 1896 | 1901 | 1906 | 1911 |
| ---- | ---- | ---- | ---- | ---- | ---- | ---- | ---- | ---- |
| 745  | 818  | 805  | 815  | 725  | 680  | 690  | 671  | 625  |

| 1921 | 1926 | 1931 | 1936 | 1946 | 1954 | 1962 | 1968 | 1975 |
| ---- | ---- | ---- | ---- | ---- | ---- | ---- | ---- | ---- |
| 546  | 530  | 502  | 501  | 405  | 348  | 323  | 307  | 255  |

| 1982 | 1990 | 1999 | 2005 | 2006 | 2010 | 2015 | 2020 | 2022 |
| ---- | ---- | ---- | ---- | ---- | ---- | ---- | ---- | ---- |
| 215  | 236  | 247  | 322  | 332  | 341  | 355  | 353  | 352  |

## Accident
- Le 8 décembre 2020, un hélicoptère de Service aérien français s'écrase sur le territoire de la commune vers 19 heures avec à son bord quatre membres du SAF et deux secouristes de la CRS Alpes et fait 5 morts et un blessé grave[18].

## Culture locale et patrimoine

### Lieux et monuments
- Le sommet du Grand Arc (2 484 m).

### Personnalités liées à la commune
Timothy Bonnet a vécu à Bonvillard.[pertinence contestée]